# ジョン・シモンズ (歴史家)

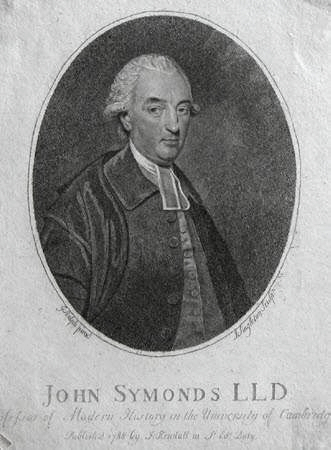
ジョン・シモンズの肖像。ジョージ・キース・ラルフによる肖像画から、ジョン・シングルトン (John Singleton)が1788年に作成した版画。

ジョン・シモンズ（John Symonds、1730年1月28日 – 1807年2月18日）は、ケンブリッジ大学の現代史の教授（Regius Professor of History の前身）を務めた、イングランドの学者。

## 経歴
1730年1月28日に、サフォーク州ホリングスヒース (Horningsheath)（後のホリンガー）で、小教区の教区牧師を務めていた同名の父ジョン・シモンズ（1757年没）と、その妻で、パケナムの准男爵サー・ウィリアム・スプリング (Sir William Spring) の娘であったメアリ (Mary)（1774年没）との間の長男として生まれた。
ケンブリッジ大学のセント・ジョンズ・カレッジに学び、1752年に学士（B.A.）を得て卒業した。1753年にピーターハウスのフェローに選ばれ、1754年に修士（M.A.）を得た。1747年には法曹院のひとつであるミドル・テンプルに入り、1756年に法曹資格を得た（Call to the bar）。
1771年に、トマス・グレイが死去し、シモンズは現代史教授の後任に指名され、翌1772年には、勅許により法学博士（LL.D.）となって、トリニティ・カレッジに移った。1807年2月18日、シモンズは、レコーダー（地域裁判所判事）を務めていたベリー・セント・エドマンズで、未婚のまま死去し、パケナムに埋葬された。
遺言によって、蔵書はケンブリッジの歴史図書館へ寄贈された。このため彼は、同図書館の創始者と見なされている。

## おもな著作
シモンズのおもな著作には以下がある。
- Remarks on an Essay on the History of Colonisation (on a work by William Barron), London, 1778
- The Expediency of revising the Present Edition of the Gospels and Acts of the Apostles, Cambridge, 1789
- The Expediency of revising the Epistles, Cambridge, 1794

シモンズは、アーサー・ヤングの『農業年鑑 (Annals of Agriculture)』にも寄稿していた。